# 1218
Cette page concerne l'année 1218  du calendrier julien. Pour l'année 1218 av. J.-C., voir 1218 av. J.-C.
L'année 1218 est une année commune qui commence un lundi.

## Événements
- Mort de Naré Maghann Konaté. Début du règne de son fils Dankaran Toumani Keïta, roi du Mali (fin en 1230)[1].

- Gengis Khan laisse la conquête de la Chine à Moukhali, l’un de ses lieutenants avec 23 000 hommes et part vers l’ouest. L’empereur Jin contre-attaque et reprend les territoires perdus, à l’exception de Pékin[2].
- Djebé, général de Gengis Khan, avec 20 000 hommes, prend possession du Kara Khitaï à la faveur d'une révolte de la population musulmane turque de l’empire. Le souverain du pays Kütchlüg s’enfuit sans livrer bataille puis est rejoint par Djebe dans le Pamir où il trouve la mort[3]. Les troupes mongoles, contrairement à leurs habitudes, épargnent les villes et la population du Kara Khitaï en qui ils voient des alliés potentiels en vue de la conquête du Khwarezm.
- Une caravane de marchands musulmans (450 hommes et 500 chameaux environ) venus de Mongolie est arrêtée et mise à mal à Otrar, aux frontières du Khwarezm. Gengis Khan demande réparation à Muhammad Chah qui refuse[4].

### Proche-Orient
- Cinquième croisade :
  - 18 janvier : les croisés hongrois repartent. Ceux qui restent en Palestine relèvent Césarée et construisent au pied du Carmel la forteresse de Château Pèlerin[5].
  - 26 avril : arrivée des croisés Frisons et Rhénans à Acre[6]. Les chefs de la cinquième croisade décident d’attaquer Damiette, espérant affaiblir les Égyptiens et reprendre Jérusalem facilement.
  - 24 mai : les Croisés quittent Acre et atteignent  Damiette le 29[7].
  - Juin : des dizaines de milliers de croisés mettent le siège devant Damiette[8].
  - 25 août : prise de la citadelle de Damiette[9].
  - 31 août : mort d'al-Adel[9]. Malik al-Kamel (1180-1238) devient sultan ayyubide d'Égypte et de Syrie.
  - À l’automne, les assiégeants sont renforcés par des croisés italiens, espagnols, anglais et français. Le sultan al-Kamel échoue à dégager Damiette le 9 octobre[10]. Il propose alors en échange de la levée du siège de rendre aux Latins l’ancien royaume de Jérusalem, sauf la Transjordanie, et même d’en relever les places fortes à ses frais. L’opposition du légat Pélage, qui prétend diriger la croisade, empêche le roi de Jérusalem Jean de Brienne d’accepter le traité[11].

- Renouvellement du traité commercial de 1202 entre Venise et l’Égypte.

### Europe

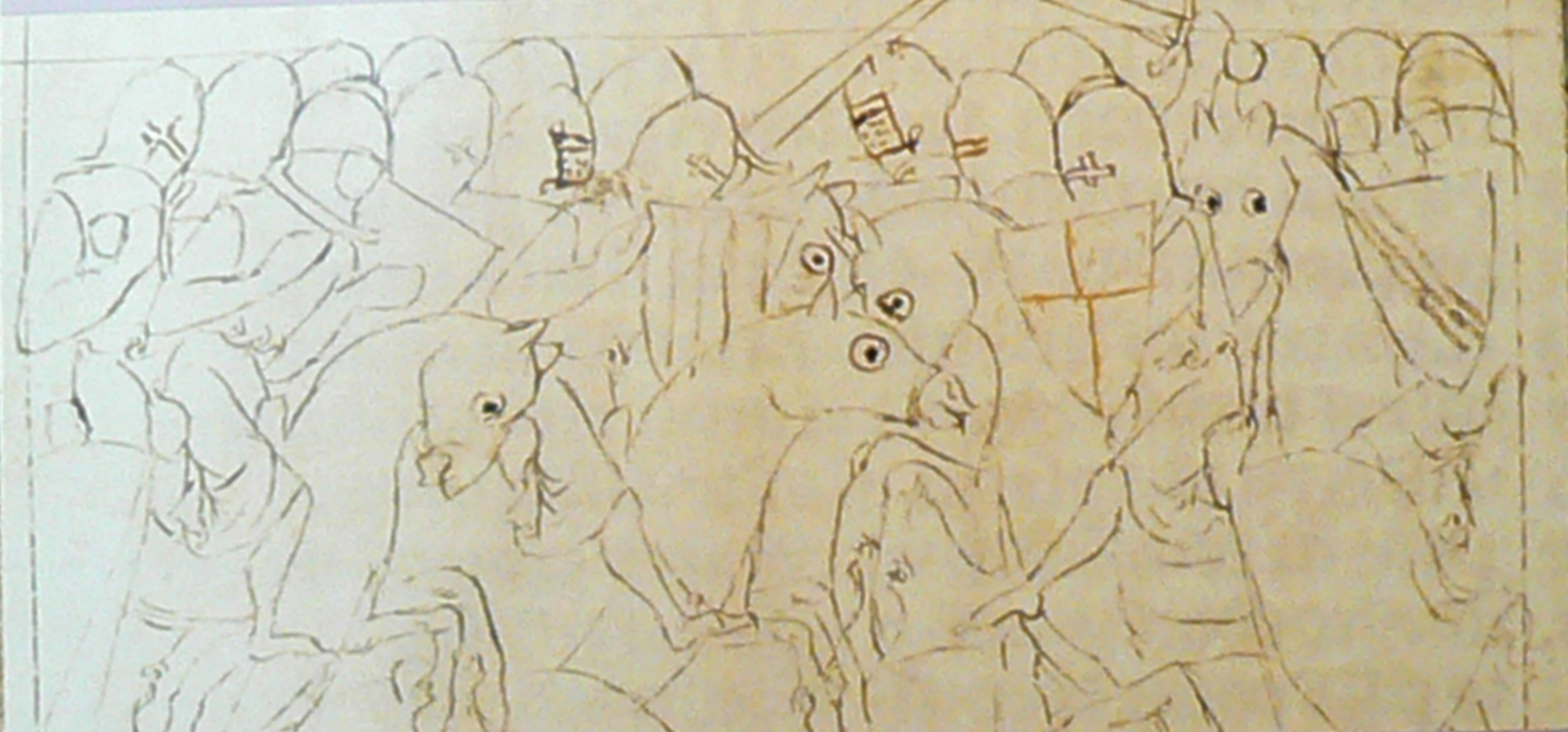
Combat de Baziège durant l'hiver 1218-1219.

- 2 février : début du règne de Georges II (Youri Vsevolodovitch), grand-prince de Vladimir-Souzdal (fin en 1238)[12].
- 11 mai[13] : paix entre Gênes et Venise. Un accord rend aux Génois les concessions commerciales qu’ils possédaient avant le sac de Constantinople.
- Mai : l'archevêque de Cantorbéry, Étienne Langton, rentre en Angleterre et est rétabli dans ses fonctions[14].
- 24 juin : charte de confirmation de la commune de Rostock, fondée sur la Baltique par des Allemands[15].
- 25 juin : Simon IV de Montfort est tué lors du siège de Toulouse qu'il tente de reprendre à Raymond VII de Toulouse par le jet d’une perrière manœuvrée par des femmes des remparts de la ville[16].
- 8 juillet : trêve entre Blanche de Navarre et Érard de Brienne dans la guerre de succession de Champagne[17].
- 25 juillet : Amaury VI de Montfort lève le siège de Toulouse[18].
- Juillet[19] : Mathieu II de Montmorency († 1230) épouse Emma de Laval. Ce même mois, il devient Connétable de France[20].
- Hiver 1218-1219[21] : fondation de l’université de Salamanque par Alphonse IX, roi de León, qui la décrète université royale. Elle sera réorganisée en 1254 par Alphonse X, roi de León et de Castille.

- En Bulgarie, l'usurpateur Boril est renversé par l'héritier légitime Ivan Asen II qui lui fait crever les yeux et devient tsar de Bulgarie (fin en 1241)[22]. Le second empire bulgare connaît sa plus grande expansion.
- Début du règne de Barnut, prince de Rügen (fin en 1221).
- Révolte de la noblesse en Hongrie[23].
- Savari de Mauléon, prince de Talmont, fonde le port des Sables-d'Olonne[24].